# Пойдуновка
Пойдуновка (укр. Пойдунівка), село, 
Петровский сельский совет, 
Купянский район, 
Харьковская область.
Код КОАТУУ — 6323785006. Население по переписи 2001 года составляет 16 (8/8 м/ж) человек.

## Географическое положение
Село Пойдуновка находится на правом берегу реки Сенек, 
ниже по течению на расстоянии в 3 км расположено село Прокоповка,
на противоположном берегу — село Осадьковка.

## История
- 1864 — дата основания.